# 劉珙 (南宋)
刘珙（1122年—1178年），字共父，一作共甫、恭父，建宁崇安（今福建省武夷山市）人。南宋大臣、诗人、词人。宋孝宗时参知政事。刘子羽长子。

## 生平
宣和四年（1122年）生。早年跟随叔父刘子翚学习。與朱熹、劉玶等人皆為同窗好友。以荫补承务郎。绍兴十二年（1142年）登进士乙科，监绍兴府都税务。请辞归家，杜门志学，不急于仕进。后来主管西外敦宗院，召除诸王宫大小学教授，转任礼部郎官、中书舍人。秦桧想要为父亲加谥，召礼官会问，刘珙不至，秦桧大怒，将他驱逐，主管台州崇道观。绍兴二十五年（1155年）秦桧死后，宋高宗召刘珙为大宗正丞，绍兴二十九年（1159年），改秘书丞，转任尚书吏部员外郎。绍兴三十一年（1161年）兼权秘书少监和中书舍人、直学士院。金朝完颜亮犯边，南宋诏檄多出其手，词气激烈。御史杜莘老弹劾宦竖忤旨，刘珙不草制，杜莘老得以不去职。兼直学士院，出知泉州（治今福建泉州），改衢州，迁知潭州兼湖南安抚使。曾镇压郴州李金起义。奏请择县官，宽赋敛。转任翰林学士、知制诰兼侍读。宋孝宗乾道三年（1167年），担任同知枢密院事、参知政事。因论事激切，罢为端明殿学士，奉外祠。因为陈俊卿的申请，改为出知隆兴府、江西安抚使。后来改为资政殿学士、知荆南府、湖北安抚使。为母亲丁忧，起复后改任同知枢密院事、荆襄安抚使，改知潭州、湖南安抚使，镇压茶贩起义。淳熙二年（1175年），改知建康府、江东安抚使、行宫留守。他为官精明果断，所至令行禁止，为官正派，仗义执言，关心民间疾苦。若有过失，一经属吏指出，能立即改正。进观文殿学士，刘珙临终，以手书告别张栻、朱熹，以未能为国报仇雪耻为恨。淳熙五年（1178年）卒。谥忠肃，民间罢市巷哭，哀悼甚切。
有词《满江红·遥寿仲固叔谊》一首。